# Kuopio
Kuopio – miasto i gmina w środkowej Finlandii, w regionie Sawonia Północna, nad jeziorem Kallavesi. Powierzchnia gminy wynosi 1 728,53 km², z czego 604,51 km² stanowi woda. Zamieszkana przez 122 594 osoby (31 grudnia 2022). Miasto i okolice są nazywane Błękitną Perłą Pojezierza Fińskiego.

## Historia

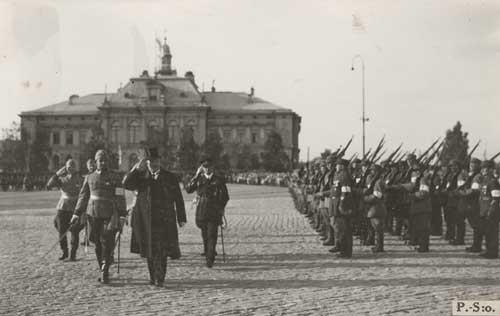
Wizyta prezydenta Finlandii Pehra Evinda Svinhufvuda w Kuopio w 1934

Osada została lokowana przez hrabiego Pera Brahego (fiń. Pietari Brahe) już w 1653 (osadnictwo istniało tu jeszcze wcześniej, pierwszy kościół powstał w 1552), lecz za oficjalną datę założenia miasta przyjmuje się 17 listopada 1775, kiedy to król Gustaw III uczynił miejscowość stolicą prowincji. W 1778 powstała szkoła. Prawa miejskie Kuopio otrzymało w 1782.
Kuopio odegrało znaczącą rolę w rozwoju fińskiej kultury w XIX wieku. W 1844 powstała szkoła średnia, a u schyłku XIX wieku powstały szkoły przemysłowa, handlowa i pielęgniarska. W mieście zamieszkiwali zasłużeni Finowie, m.in. działacz narodowy Johan Wilhelm Snellman i pisarze Juhani Aho, Minna Canth i Maria Jotuni. Rozwój miasta nastąpił w XX wieku. Stało się ono rozwiniętym ośrodkiem turystycznym, handlowym i edukacyjnym. W 1966 powstał w mieście uniwersytet.
1 stycznia 2011 w granice Kuopio włączono gminę Karttula.

## Sport
Kluby sportowe:
- W Kuopio ma siedzibę klub hokejowy Kalevan Pallo (w skrócie KalPa), występujący w rozgrywkach SM-liiga.
- Kuopion Palloseura – klub piłkarski
- Puijon Hiihtoseura – klub narciarski

Obiekty:
- W pobliżu Kuopio znajduje się kompleks skoczni narciarskich Puijo (Puijon torni).
- W mieście znajdują się stadiony Magnum Areena (piłkarski, na którym mecze rozgrywa Kuopion Palloseura) i wielofunkcyjny Väinölänniemen stadion.

Miasto jest miejscem stałego zamieszkania Miki Kojonkoskiego, trenera skoków narciarskich. Zasiada on w Radzie tego miasta z ramienia Partii Koalicji Narodowej.

## Turystyka
- Wieża nadawcza na wzniesieniu Puijo
- Nowoczesny gmach biblioteki miejskiej
- Centralny plac miasta Kauppatori
- Zabytki, m.in.:
  - Ratusz przy pl. Kauppatori
  - Hala targowa przy pl. Kauppatori (secesyjna)
  - Muzeum
  - Katedra w Kuopio
  - Gmach władz regionalnych
  - Park Bohaterów (Sankaripuisto) z fińskim cmentarzem wojskowym
  - Szkoła Snellmana (Snellmanin koulu)
  - Liceum
  - Sobór św. Mikołaja
  - Koszary wojskowe
  - Szpital

Wybrane zabytki:
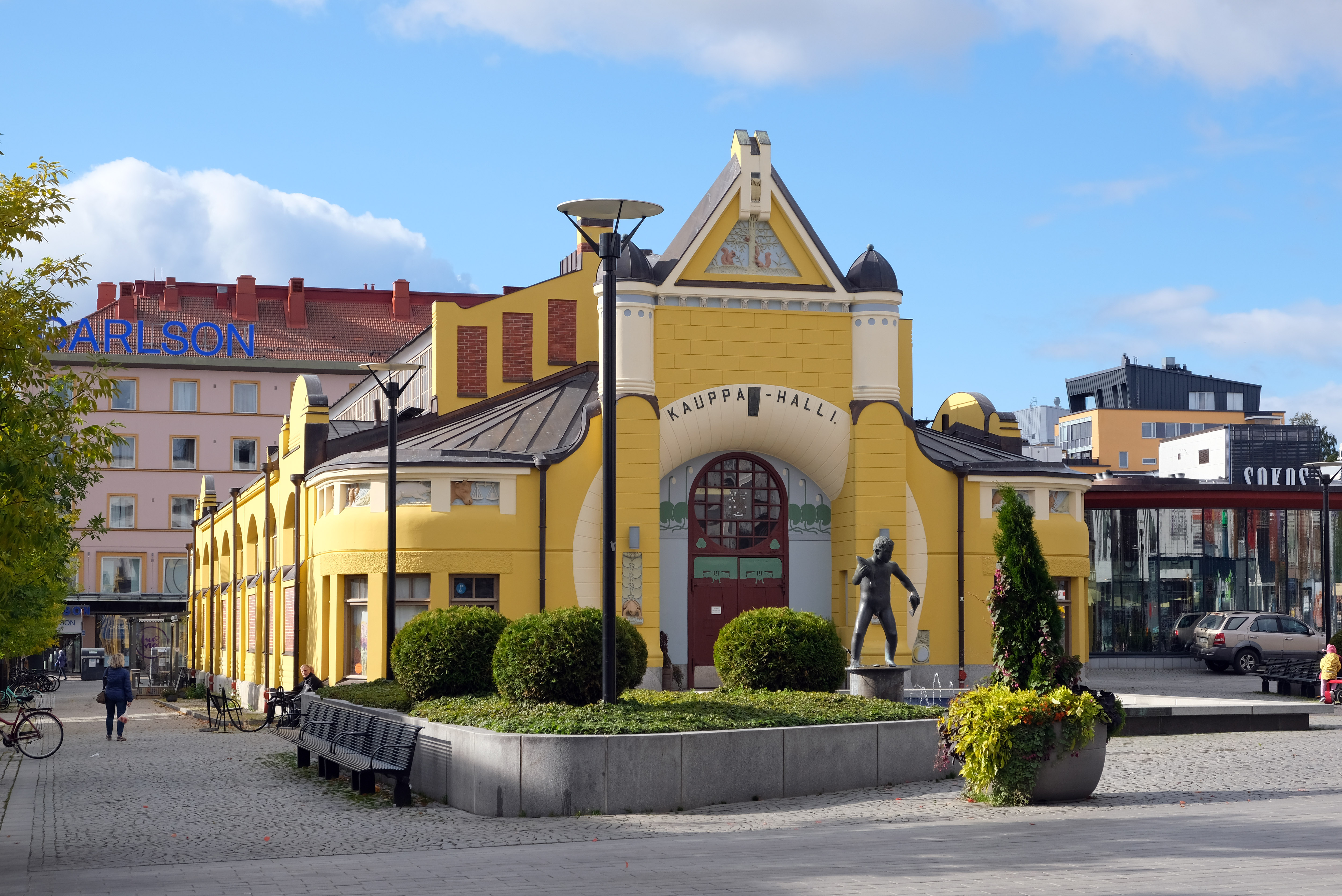
Hala targowa
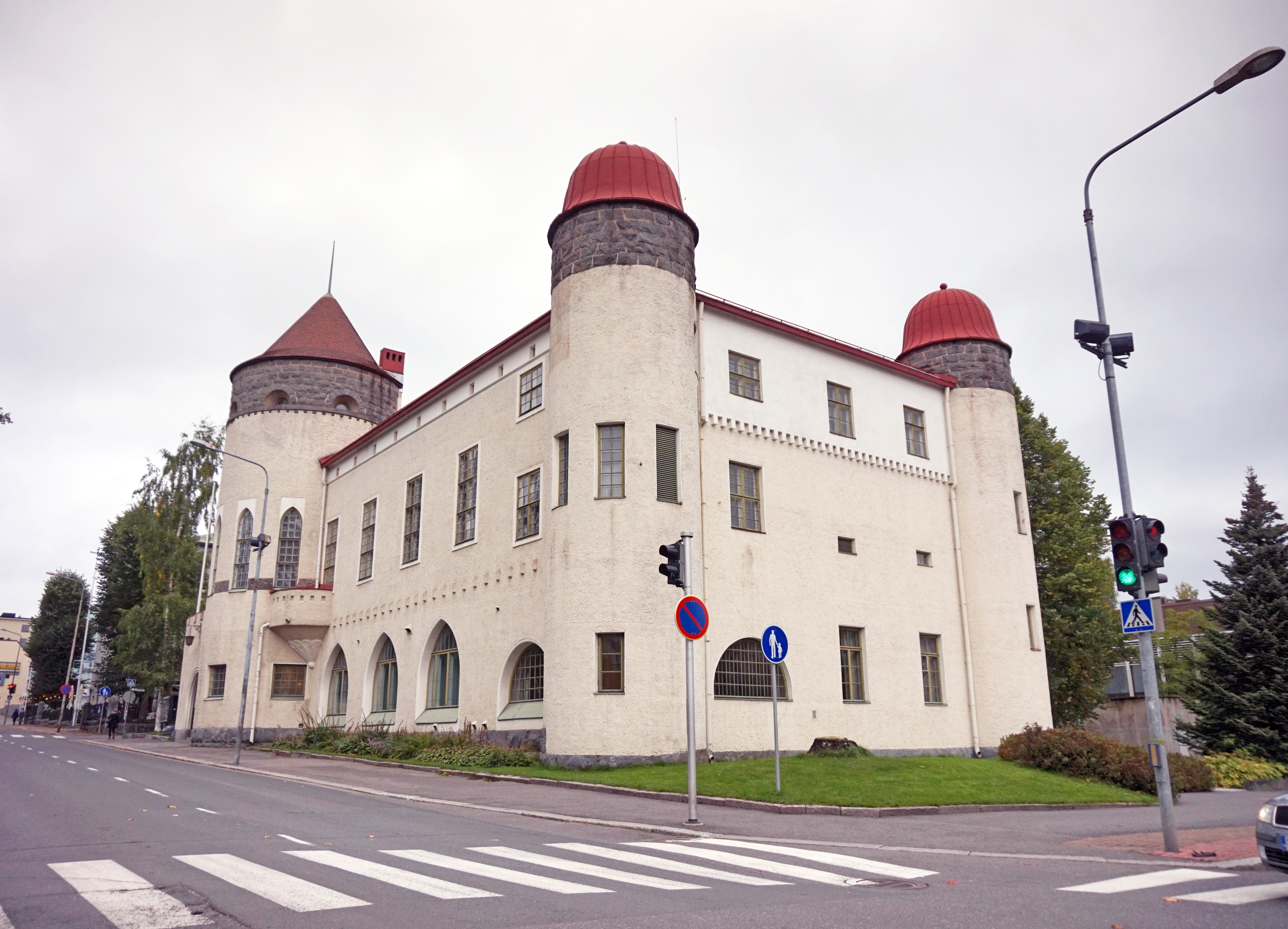
Muzeum
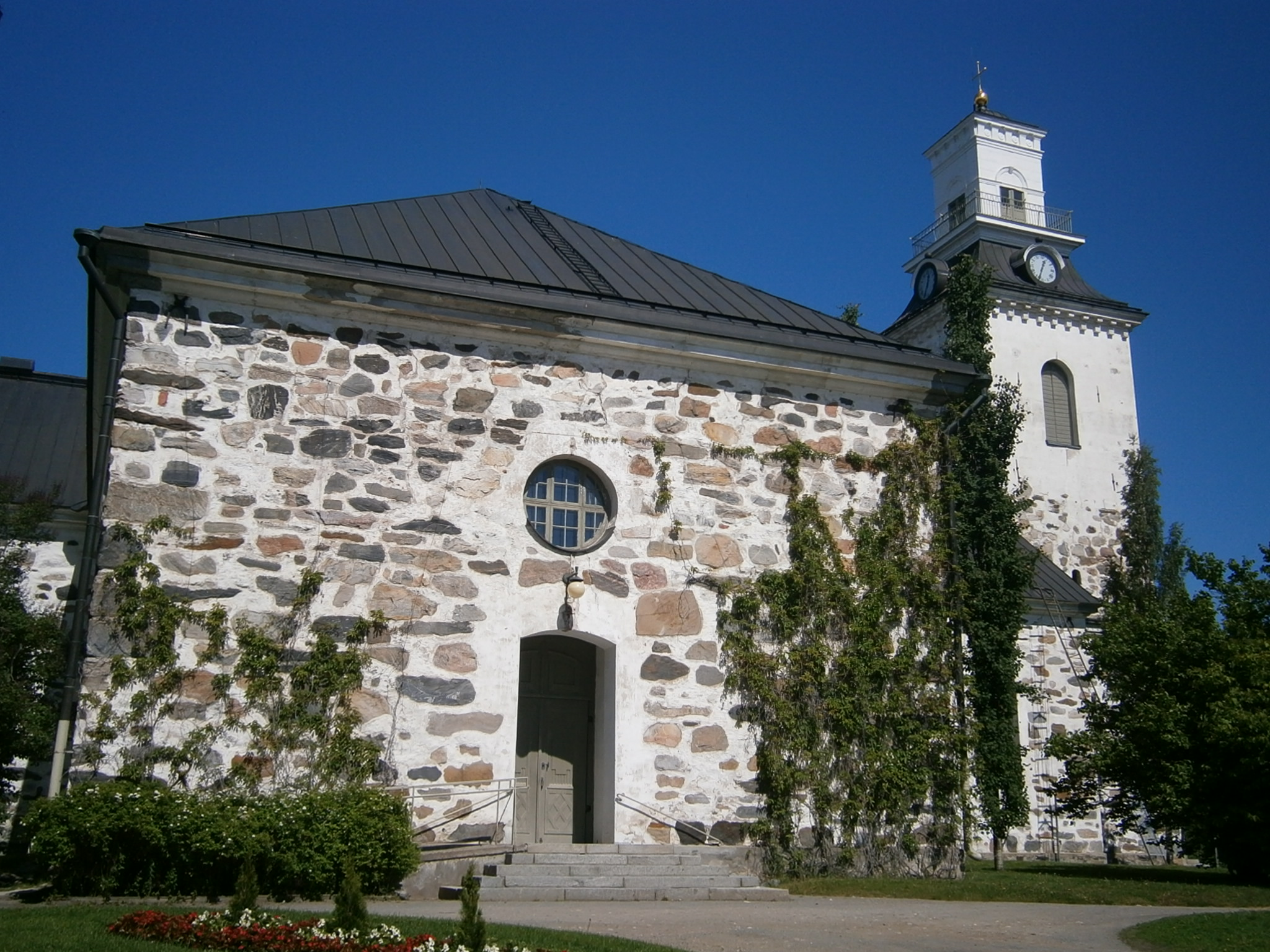
Katedra w Kuopio
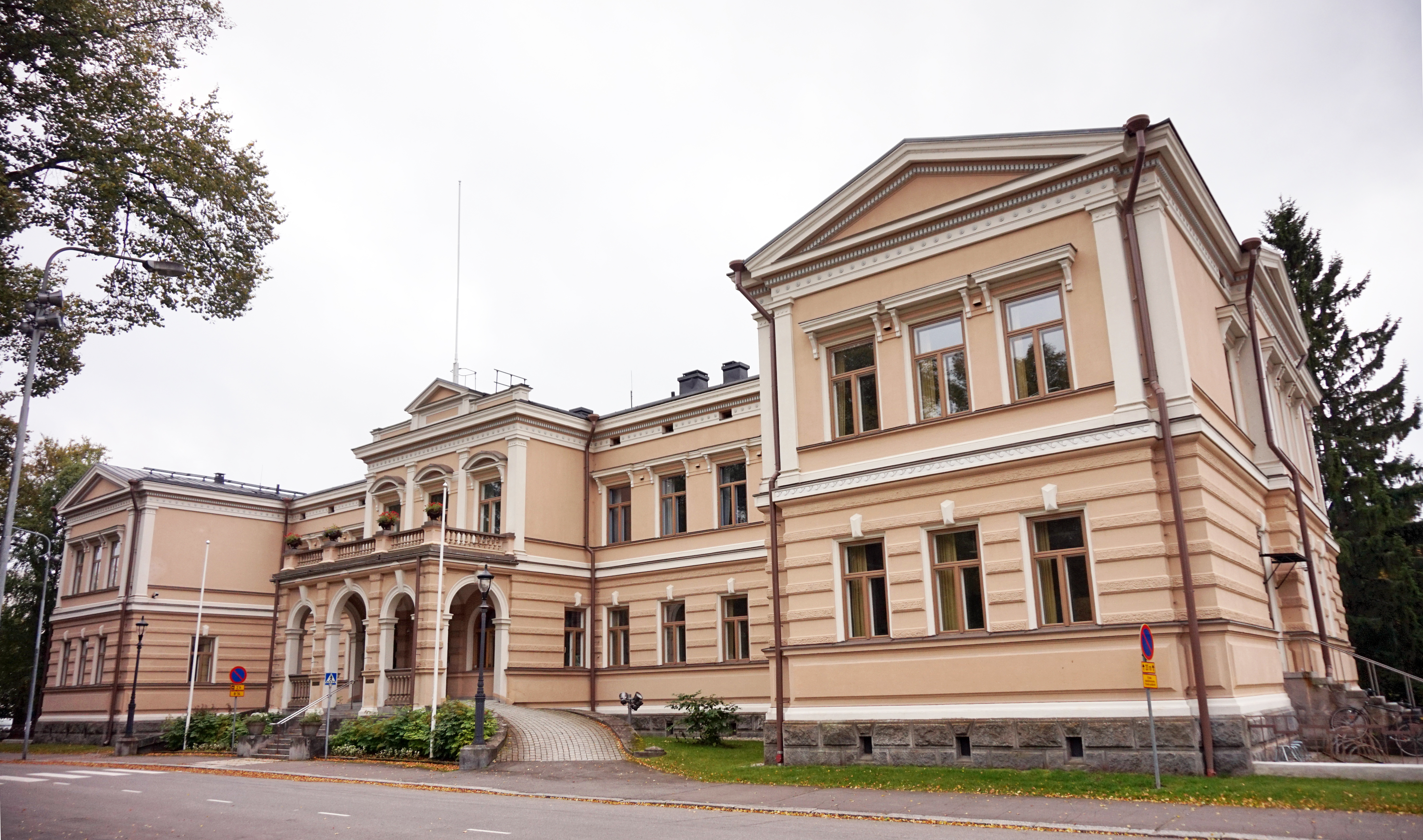
Gmach władz regionalnych
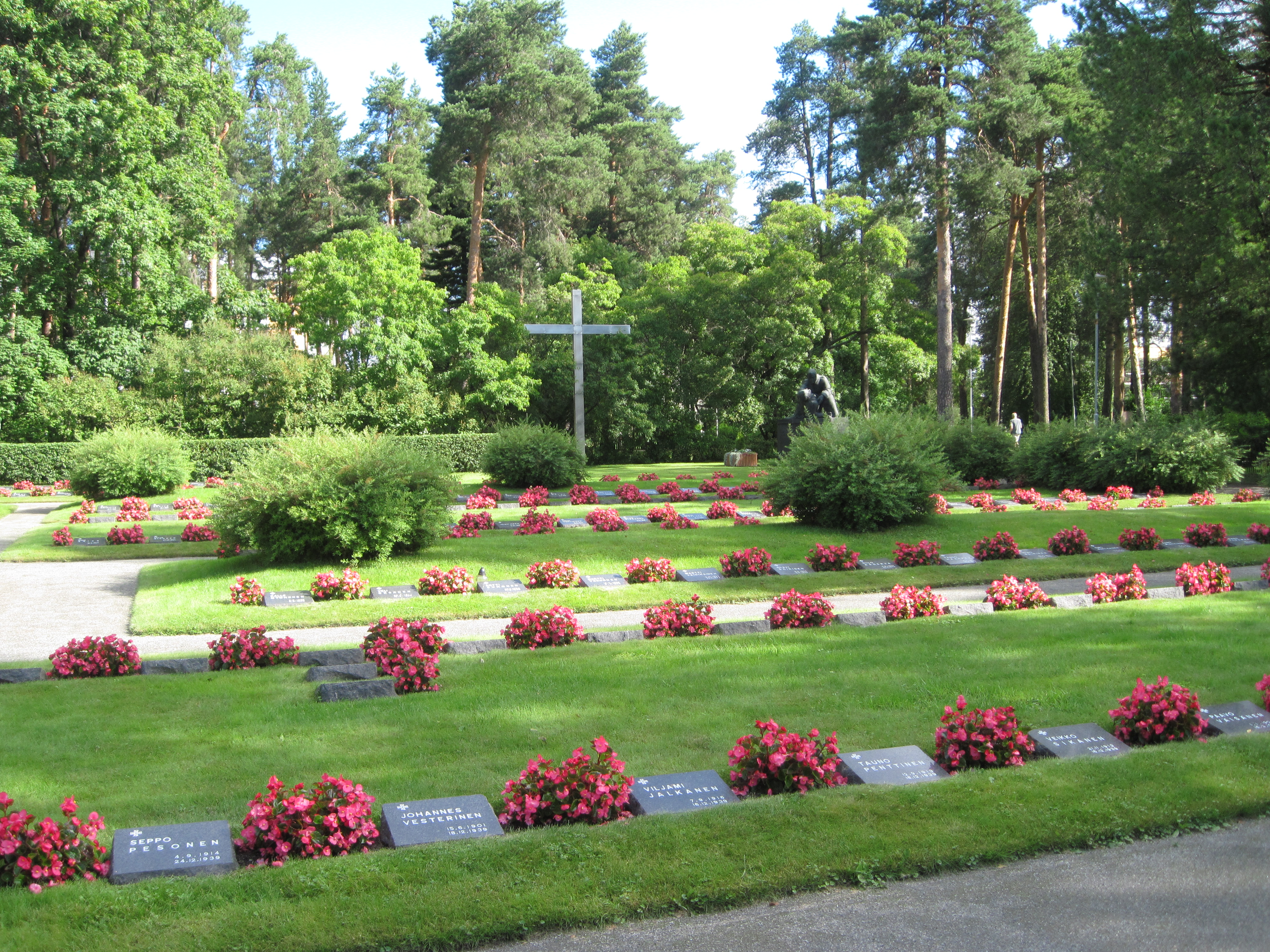
Fiński cmentarz wojskowy
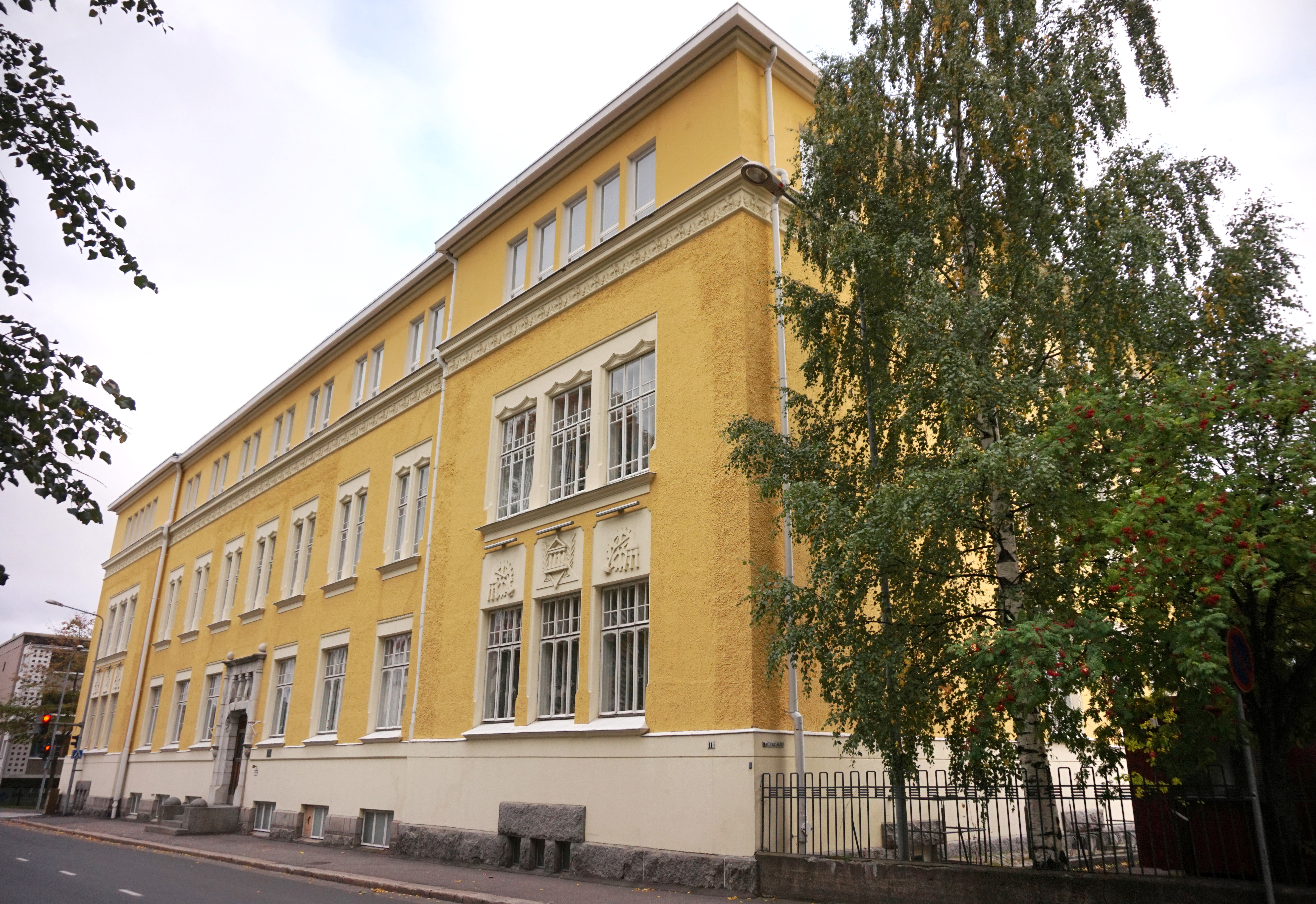
Szkoła Snellmana

## Transport
Znajduje się tu stacja kolejowa Kuopio.

## Miasta partnerskie
- Jönköping, Szwecja
- Bodø, Norwegia
- Svendborg, Dania
- Pitkiaranta, Rosja
- Psków, Rosja
- Castrop-Rauxel, Niemcy
- Gera, Niemcy
- Besançon, Francja
- Opole, Polska
- Győr, Węgry
- Krajowa, Rumunia

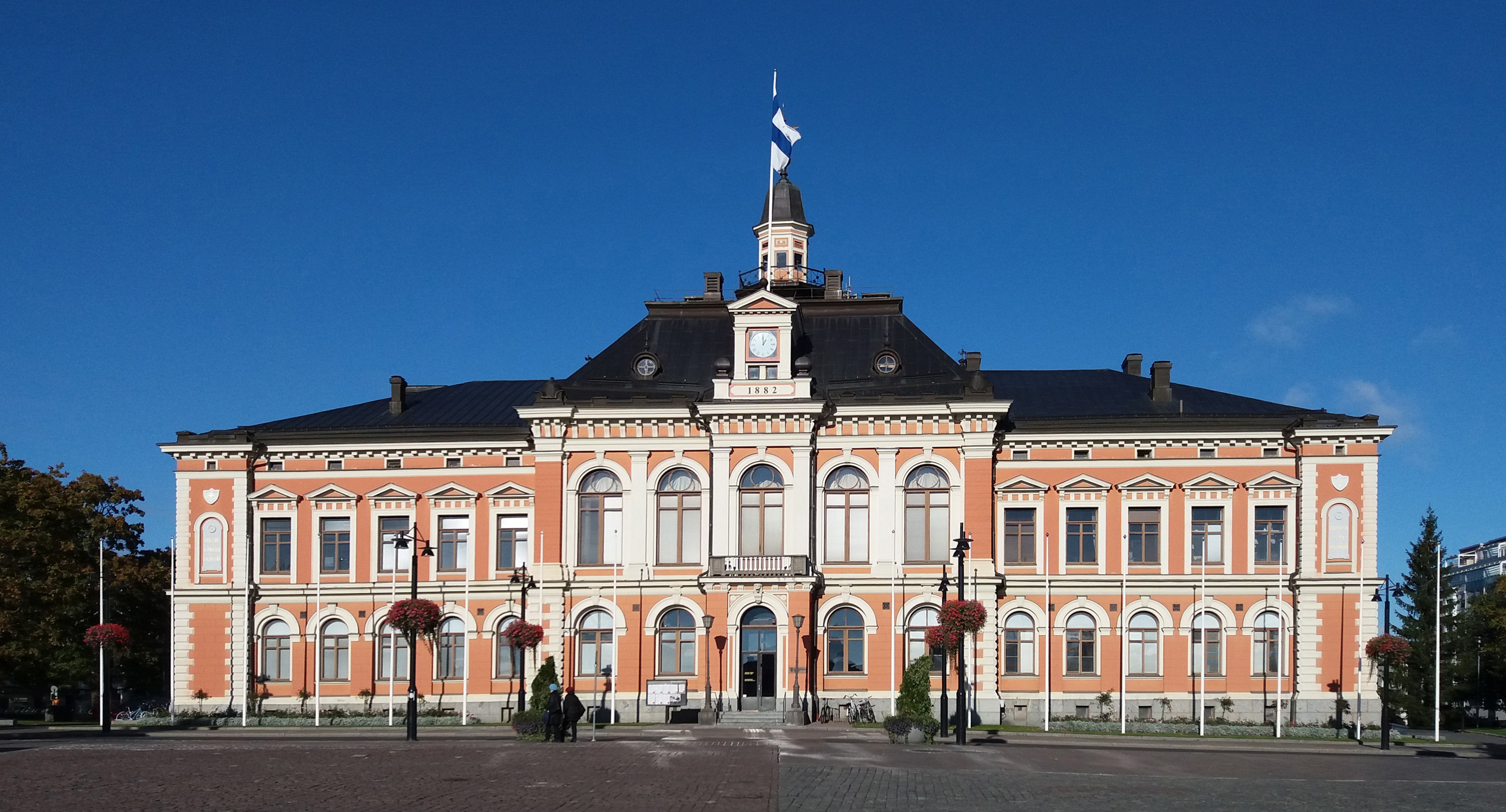
Ratusz w Kuopio

- Minneapolis, Stany Zjednoczone
- Winnipeg, Kanada
- Trabzon, Turcja